# 凱里邁基

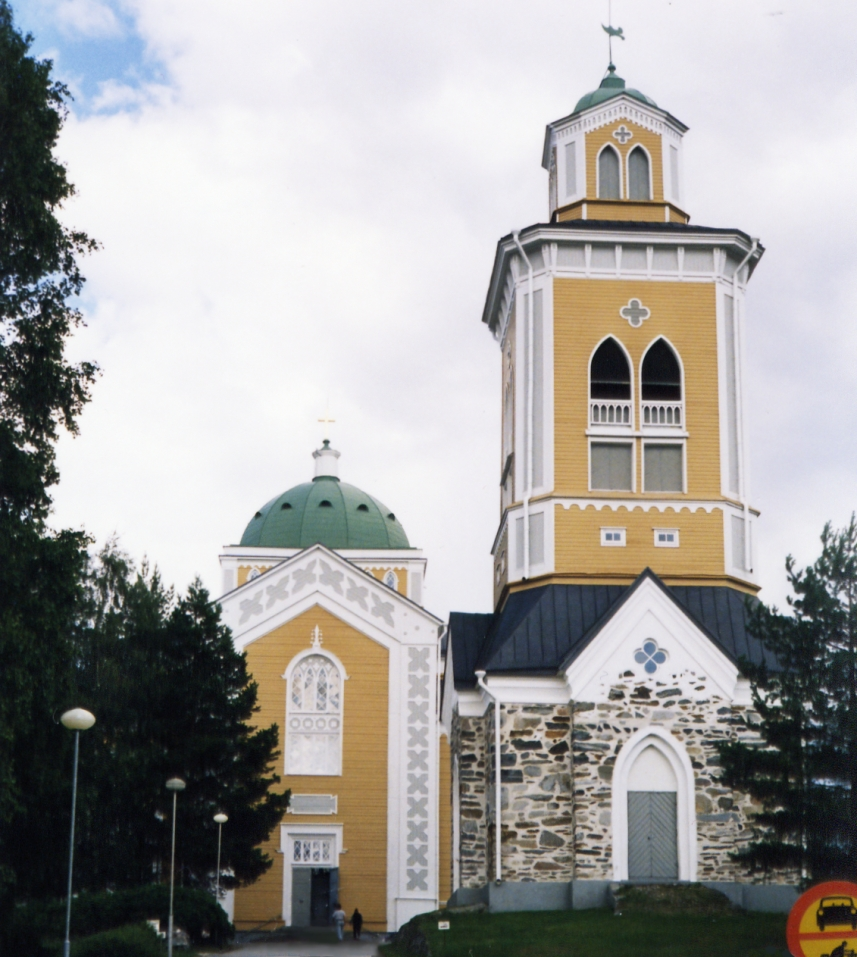
世界上最大的木造教堂凯里迈基教堂

凯里迈基（芬蘭語：Kerimäki）是芬蘭東南部南薩沃區的旧市镇。始建於1642年，面積876.46平方公里，2012年底人口5,526，人口密度為每平方公里9.91人。
凯里迈基以前是一个独立的市镇，2013年与蓬卡哈尔尤市镇一起并入萨翁林纳。

## 外部連結
- 有关凯里迈基的信息 （页面存档备份，存于） （文）
- 萨翁林纳市官方网站 （页面存档备份，存于） （文）